# 奥村三策
奥村 三策（おくむら さんさく、1864年4月27日（元治元年3月22日） - 1912年（明治45年）1月2日）は、日本の盲目の盲学校教師。盲学校の職業教育に理療を確立させた。

## 生涯
1864年、加賀国（現在の石川県金沢市）で生まれる。3歳のときに失明した。8歳から加賀藩医久保三柳について鍼灸・按摩術を学んだ。研究意欲が旺盛で、西洋医学を学ぶことの必要を感じ、金沢医学専門学校の教師や学生について解剖・生理・病理などを学び、鍼灸・按摩術の研究をする。上京してさらに研鑽を積みたいという志を持つが、父親は盲人の一人旅に強く反対していた。その父親が亡くなったことから、1886年（明治19年）に上京し、築地の訓盲唖院に入学する。ところが、技術に優れ、学力識見ともに高かったので、10月から助手に、12月から嘱託に抜擢された。それ以降は、理療の研究と盲学校生徒の教育にあたり、鍼按担当の初代教諭となる。また、土曜日曜には、鍼按業界の集まりに招かれては新知識の講義をし、業界の進歩向上に尽くした。『奥村鍼治学』という点字本は、1933年（昭和8年）に墨字訳され一般活字本として出版され、理療を学ぶ晴眼者にもきわめて便利な教科書として利用されていた。『高等按鍼学』を全36巻の予定で起稿していたが、3巻を出したところで死亡した。49歳だった。墓所は雑司ヶ谷霊園。
1937年10月、金沢鍼灸マッサージ組合発起により、「奥村三策先生頌徳碑」が建てられた。1987年10月には、この碑のいわれを書いた板があらためて建てられ、奥村三策先生頌徳碑建立五〇周年記念の行事が行われた。

## 年譜
- 1864年 加賀国（現在の石川県金沢市）で生まれる
- 1867年 失明
- 1872年 金沢藩医について鍼灸・按摩術を学ぶ
- 1886年 東京府築地の訓盲唖院に入学する
- 1886年10月 訓盲唖院助手になる。12月 同嘱託になる
- 1912年1月2日 没、享年49

## 家族
- 妻 隈子 1929(昭和4年)4月22日没
- 子 雪彦

## 著書
- 『鍼用人体略説』墨字版墨字、1889年
- 『普通按摩鍼灸学』点字出版
- 『奥村鍼治学』点字版。墨字版（1933年、墨訳者：谷田部康之）
- 『高等按鍼学』未完（36巻の予定。3巻を出して逝去）
- 『奥村三策先生遺稿集』未刊（綴り本）